# Unity Arena
El Unity Arena es un estadio multifuncional, situado en Fornebu, en el municipio de Bærum, Oslo, Noruega. Se utiliza principalmente para partidos de fútbol y es el campo de fútbol del club de fútbol Stabæk, que anteriormente jugó en Nadderud stadion de 1961 a 2008. El estadio fue inaugurado antes de la temporada 2009 del fútbol noruego.
En junio de 2008, la empresa de telecomunicaciones Telenor adquirió el derecho de nombrar el estadio dentro de un acuerdo que durará hasta 2018. Antes de esto, el estadio se conoció informalmente como Fornebu Arena, o también Blue Dream Arena. Es conocido también entre los aficionados como por Hangar'n (el hangar en español), ya que el estadio se asemeja a un hangar y se encuentra en las instalaciones del antiguo aeropuerto principal de Oslo.
La estructura cuenta con un único nivel de gradas conectado a un edificio de siete pisos en un lado que contiene el espacio de tiendas, restaurantes y bares, cajas y oficinas. Se había previsto inicialmente que el estadio tuviese un techo retráctil, pero debido a los altos costos necesarios, se decidió que fuera un techo fijo. Para los partidos de fútbol y otros acontecimientos deportivos de la capacidad total es de aproximadamente 15 600, mientras que para los conciertos es de hasta 25 000.
El Fornebu Arena tiene su origen en el rápido ascenso del Stabæk desde las divisiones inferiores de fútbol noruego hasta la primera división en la primera mitad del decenio de 1990, a pesar de que se habían realizado varias mejoras a su estadio Nadderud stadion desde entonces. 
En 1999 el club se estableció en Fornebu, objeto de un gran proyecto de desarrollo urbanístico. Las largas negociaciones entre el club, el municipio y la empresa de fomento llegaron a su fin en 2005 y los planes obtuvieron la aprobación final el 21 de junio de 2006. La demolición de las estructuras existentes en el sitio comenzó el 17 de febrero de 2007 y la construcción comenzó poco después. 
El proyecto tuvo un costo estimado de 585 millones de coronas noruegas.
El primer partido jugado en el estadio fue un amistoso de pretemporada entre Stabæk y el IFK Gotemburgo, el 24 de enero de 2009, que terminó en empate. Esto fue seguido por un concierto de AC/DC el 18 de febrero, el primer concierto en su gira europea. Trond Olsen del Rosenborg se convirtió en el primer jugador en marcar un gol en Telenor Arena. 
El estadio fue inaugurado oficialmente el 8 de marzo de 2009 con una "Charity Shield" al estilo de partido entre los campeones de liga y copa, Stabæk contra el Vålerenga IF, que terminó en un 3-1. Daniel Nannskog anotó el primer gol en Stabæk Telenor Arena en el minuto 19 del juego. Los ingresos netos del partido fueron donados a UNICEF.
El Telenor Arena fue la sede del Festival de la Canción de Eurovisión 2010.